# Scarlet’s Walk
Scarlet’s Walk ist das siebte Studioalbum der US-amerikanischen Rock-Sängerin Tori Amos, das im Oktober 2002 erschien.

## Entstehung und Veröffentlichung
Die Erstveröffentlichung von Scarlet’s Walk erfolgte am 28. Oktober 2002 bei Epic Records. Das Album erschien in seiner Originalausführung als CD mit 18 Titeln (Katalognummer: 508782 2). Am 8. September 2023 erschien das Album erstmals als LP-Ausführung (Katalognummer: 19658800991). Es ist Amos’ erste Veröffentlichung für Epic Records nach ihrem Wechsel von Atlantic Records.
Ein Anstoß für das Album kam aus einem Gespräch mit einer indianischen Frau, die Amos die Botschaft gab, dass unsere Beziehung nicht zur Regierung bestehen würde, weil Regierungen sich ändern, sondern zum Land selbst, und sich die Frage stelle, ob wir gute Verwalter oder nur Nehmer seien. Getextet, komponiert und produziert wurden alle Lieder im Alleingang von der Interpretin selbst. Die Aufnahmen erfolgten in Amos’ eigenem Martian Engineering Studio. Wie gewohnt waren Matt Chamberlain am Schlagzeug und Jon Evans am Bass beteiligt; neu waren die Gitarristen Robbie McIntosh, Mac Aladdin und David Torn.

## Inhalt und Stil
Amos verbrachte einen großen Teil des Jahres 2001 damit, von Küste zu Küste durch die Vereinigten Staaten zu reisen, wobei sie neue Landschaften und Menschen kennenlernte. Am 11. September 2001 war sie zufällig in New York City. Was sie danach in Europa und den Vereinigten Staaten gesehen und gehört hat und die Impressionen ihrer Reise verarbeitete sie in den Songs von Scarlet’s Walk. Es geht dabei um die Suche einer Frau nach dem, woran sie glaubt, und nach der Seele dessen, was Amerika ist. Die Figur Scarlet basiert lose auf Amos selbst; der Name ist eine Referenz an Der scharlachrote Buchstabe von Nathaniel Hawthorne.
Scarlet trifft spirituelle Scharlatane, Möchtegern-Revolutionäre und ihre Freundin, den verblassenden Pornostar Amber Waves, die ein Sinnbild für Amerika in einem Zeitalter der Unordnung ist. Der Name stammt von Julianne Moores Figur in Boogie Nights.
Scarlet’s Walk ist ein Reisebericht, ein in Liedern erzählter Roman, eine Aufdeckung von Mythen und persönlichen Beziehungen. Es ist ein Blick auf die Vereinigten Staaten als Person und wer genau diese ist, ein schonungsloser Blick auf die Notlage der amerikanischen Ureinwohner, die Gier der Unternehmen und die Folgen der Terroranschläge am 11. September 2001. Üblicherweise als Konzeptalbum bezeichnet, bevorzugt Amos selbst die Bezeichnung „Geschichte“ – das Weben einer Geschichte mit einem einheitlichen Thema wollte sie seit Jahren umsetzen.
Eine der Geschichten wurde inspiriert von der Zwangsmigration der amerikanischen Ureinwohner auf dem Pfad der Tränen, von der der Stamm der Eastern Cherokee, dem die Mutter von Amos angehörte, direkt betroffen war. Eine Ausnahme stellt das Lied Taxi Ride dar; er wurde von Amos als Tribut an Kevin Aucoin geschrieben, mit dem sie beim Vorgängeralbum Strange Little Girls zusammengearbeitet hat.
Musikalisch stehen Stimme und Klavier im Vordergrund.

## Artwork
Während der Aufnahmen beschäftigte sich Amos auch mit der Kunst des mexikanischen Fotografen Manuel Álvarez Bravo.
Der Weg von Scarlet kann auf einer Karte auf der Innenseite der CD-Hülle nachverfolgt werden. Die CD erlaubte auch den Zugang zu „Scarlet’s Web“ auf Amos’ Website. Dort gab es Karten, die anhand von Fotos, Kommentaren und Videomaterial hinter den Kulissen genauere Einblicke in die Songs boten, sowie Informationen über die indianischen Stämme, die ursprünglich im Land beheimatet waren.

## Titelliste
1. Amber Waves – 3:38
2. A Sorta Fairytale – 5:30
3. Wednesday – 2:29
4. Strange – 3:05
5. Carbon – 4:33
6. Crazy – 4:23
7. Wampum Prayer – 0:44
8. Don’t Make Me Come To Vegas – 4:51
9. Sweet Sangria – 4:01
10. Your Cloud – 4:30
11. Pancake – 3:54
12. I Can’t See New York – 7:14
13. Mrs. Jesus – 3:05
14. Taxi Ride – 4:00
15. Another Girl’s Paradise – 3:34
16. Scarlet’s Walk – 4:16
17. Virginia – 3:55
18. Gold Dust – 5:54

## Singleauskopplungen
Zur Single A Sorta Fairytale (September 2002) drehte Regisseur Sanjeeva Senaka einen Videoclip. Dessen Hauptfigur sind ein Bein (Amos) und ein Arm (Adrien Brody), die sich verlieben. Darüber hinaus erschienen die Titel Taxi Ride (Januar 2003) und Don’t Make Me Come to Vegas (27. Mai 2003) ebenfalls als Singles.

## On Scarlet’s Walk" Tour
Die Welttournee zum Album, von November 2002 bis Mai 2003, umfasste 95 Konzerte. Jedes davon wurde mit dem Wampum Prayer eröffnet, das diejenigen verflucht, die in Amerikas Land eingedrungen sind, um sich selbst zu bereichern.
Ein Konzert in Florida wurde unter dem Titel Welcome to Sunny Florida als Videoalbum veröffentlicht.

## Rezensionen
Stephen Thomas Erlewine schrieb, dass das Album eine Rückkehr zu dem Sound und dem Gefühl von Under the Pink sei und Amos’ bestes Album seither; die Musik sei warm, melodisch und einladend und fühle sich nie mühsam an.
Patrick Schabe schrieb auf PopMatters, das Album sei eines der belebendsten und fesselndsten Werke in Amos’ Karriere.
Alan Sculley schrieb für Floridy Today, auch wenn Amos’ typisch kryptischen Texte es manchmal schwierig machen würden, eine klare Botschaft aus einigen ihrer Songs herauszuhören, sei die neue CD auf musikalischer Ebene eines ihrer bisher zugänglichsten Werke.
Mark Sutherland schrieb auf Times Online, dass sich die auf den ersten Blick absolut schreckliche Idee einer konzeptionellen Reise auf der Suche nach der Seele Amerikas in Amos’ bestes Werk seit langem verwandele, sei typisch Tori, die ein Händchen dafür habe, Dinge, die auf dem Papier absolut ungenießbar aussehen würden, auf der Platte in etwas Magisches zu verwandeln.
Mark Mason schrieb auf Noripcord, dass es bis jetzt noch nie ein Album von Amos gegeben habe, das den Hörer in einem Zustand ratloser Apathie zurückließ, und dass ihre Musik an einem Scheideweg der Mittelmäßigkeit stehengeblieben sei.
Robert Christgau meinte, dass das Album nur einen guten Song habe und es die Zeit oder das Geld der Hörer nicht wert sei.

## Kommerzieller Erfolg

### Chartplatzierungen
| ChartsChartplatzierungen       | Höchstplatzierung | Wochen |
| ------------------------------ | ----------------- | ------ |
| Deutschland (GfK)              | 9 (11 Wo.)        | 11     |
| Österreich (Ö3)                | 26 (6 Wo.)        | 6      |
| Schweiz (IFPI)                 | 21 (14 Wo.)       | 14     |
| Vereinigte Staaten (Billboard) | 7 (22 Wo.)        | 22     |
| Vereinigtes Königreich (OCC)   | 26 (2 Wo.)        | 2      |

### Auszeichnung für Musikverkäufe
Das Album verkaufte sich in der ersten Woche nach Erscheinen über 107.000 Mal. In den Vereinigten Staaten verkaufte es sich alleine in den ersten vier Wochen über 500.000 Mal, wofür es am 5. Dezember 2002 mit einer Goldenen Schallplatte ausgezeichnete wurde.
| Land/Region               | Auszeichnungen für Musikverkäufe (Land/Region, Auszeichnung, Verkäufe) | Verkäufe |
| ------------------------- | ---------------------------------------------------------------------- | -------- |
| Vereinigte Staaten (RIAA) | Gold                                                                   | 500.000  |